# Rêverie
Rêverie (in het Nederlands: Mijmerij wat zoiets als dagdromen betekent) is een compositie voor piano van de Franse componist Claude Debussy. Hij schreef het werk in 1890.
Het werk roept een sfeer van een mooie droom op. Debussy maakte gebruik van abrupte wisselingen in de dynamiek van het stuk.
Hoewel het Rêverie hedendaags wordt beschouwd als een meesterwerk van Debussy, ontwikkelde Debussy zélf in zijn leven een afkeer jegens het stuk. Hij vond het stuk zeker niet goed geslaagd, evenals zijn Mazurka.
Van het Rêverie zijn vele adaptaties voor andere instrumenten geschreven.
In de Amerikaanse televisieserie Westworld is het stuk te horen gedurende verscheidene scenes.